# Formica obscuriventris
Formica obscuriventris es una especie de hormiga del género Formica, familia Formicidae. Fue descrita científicamente por Mayr en 1870.
Se distribuye por Canadá y los Estados Unidos. Se ha encontrado a elevaciones de hasta 3048 metros. Vive en microhábitats como rocas, piedras, troncos, madera muerta y forraje.